# Сутупов, Богдан Иванович
Богдан (Иоаким) Иванович (Иванов Богдан) Суту́пов (ок. 1550-55 — не ранее декабря 1610), русский государственный и политический деятель, думный дьяк (1605) при царях Иване Грозном, Фёдоре Ивановиче, Борисе Годунове, Лжедмитрии I и Лжедмитрии II.
Один из ведущих участников Смутного времени, входил в ближний круг самозванцев Лжедмитрия I и Лжедмитрия II, получил в этот период чин думного дьяка и печатника, а также чин окольничего.

## Служба до Смутного времени
Начал служебную карьеру сразу с дьяческого чина. По своему происхождению Богдан Сутупов, вероятно, не отличался особой родовитостью..
В 1575 г. — дьяк, дал Троице-Сергиеву монастырю вотчину — два села в Дмитровском уезде. В 1583/84 г. — дьяк.
В 1588/89 — дьяк в Свияжске.
В 1591—1594 гг.- дьяк Поместного приказа.
В 1596/97 г. послан в Астрахань, в 1599 г. взят оттуда за приставы; в 1598/99 г. дьяк в Царицыне.
В 1600—1601 г. — дьяк Новгородской чети. В мае 1600 г., в 1601 г. в 1604 г. — дьяк в объездах в Москве.
Около 1601—1603 г. — дьяк Разбойного приказа.

## Деятельность в Смутное время
Опытнейший бюрократ, дьяк с 30-летним стажем, Богдан Иоаким Иванов Сутупов сыграл большую роль в возведении на престол Лжедмитрия I.

### Измена в Путивле
В конце лета 1604 г. послан с крупной суммой денег царем Борисом в Путивль для выплаты войску и крепостного строительства. По утверждению Исаака Массы дьяк Сутупов по дороге в Путивль бежал с казной к самозванцу. Этой точке зрения ранее доверяли многие дореволюционные и советские исследователи. Но записи Разрядного приказа обнаруживают недостоверность приведенных свидетельств. В Разряде, составленном не позднее лета 1604 (7112) г., против имени Б. Сутупова помечено: «Богдан послан з государевым денежным жалованьем в северские города». Таким образом, дьяк Сутупов прибыл в Путивль за несколько месяцев до вторжения самозванца и, следовательно, не мог по пути из Москвы заехать в его лагерь.
Несомненна важная роль Богдана Сутупова в падении мощной крепости и торгового центра Северской земли Путивля вследствие измены, что привело к кардинальной перемене на театре военных действий и, по сути, спасло Лжедмитрия I от краха. Управляли Путивлем трое присланных из Москвы воевод — М. М. Салтыков, князь В. М. Рубец-Мосальский и дьяк Б. И. Сутупов. Судя по разрядным записям кн. Василий Рубец-Мосальский и Богдан Сутупов прибыли к месту назначения раньше главного воеводы M. М. Салтыкова. Как значится в книгах Разрядного приказа, «в Путивль послал государь окольничево Михаила Михайловича Салтыкова, а там готовы князь Василей княж Михайлов сын Мосальской да дьяк Богдан Иванов».
Авторы русских сказаний давали разноречивые оценки поведению путивльских воевод. По словам «Нового летописца», «в Путивле окаянной князь Василей Рубец Масальской да дьяк Богдан Сутупов здумаша так же (как черниговцы)… послаша с повинною». В «Сказании о Гришке Отрепьеве» можно прочесть, что Мосальский примкнул к изменникам «черным людям» вместе с Сутуповым. Автор «Повести 1626 г.», напротив, считал, что Мосальский, как и Салтыков, противился мятежу и убеждал народ, что «вор» — это Гришка Отрепьев. Руководителями путивльского повстанческого лагеря стали местные дети боярские Ю. Беззубцев и С. Булгаков. Письмо, написанное неизвестным поляком из-под Новгорода Северского в дни мятежа 18 ноября 1604 г. в Путивле, показывает, что восставшим помогал дьяк Богдан Сутупов, а член Боярской думы М. Салтыков и даже кн. Мосальский (будущий организатор убийства царевича Федора Годунова и царицы Марии Годуновой) были на стороне царя Бориса и пытались противодействовать мятежу, но их связали и увезли в лагерь самозванца. Во время восстания дьяк Богдан Сутупов уберег казну, а затем доставил её самозванцу в его лагерь.

### Служба «царю Дмитрию I»
20 января 1605 г., когда Лжедмитрий I снялся с лагеря со всем войском и стал у Добрынич, Богдан Сутупов уже был в числе дьяков самозванца. Он был назначен Лжедмитрием I печатником, получил также чин думного дьяка, а затем окольничего. Богдан Сутупов назван «печатником и секретарем великим» в списке окольничих в поименной росписи духовным и светским чинам, составлявшим Государственный свет в правление Лжедмитрия I. Дьяк стал, по сути, «правой рукой» царя-самозванца.
В мае 1605 г. «Росстрига послал печатника и думного дьяка Б. Сутупова, а также бояр князя В. В. Голицына и князя В. Мосальского из Тулы к Москве», согласно «Новому летописцу», с целью убить Годуновых. Непосредственно в убийстве Федора и Марии Годуновых 10 (20) июня 1605 участия не принимал.
21 августа — 15 сентября 1605 г. — печатник в Москве. При этом, по исследованию Д. В. Лисейцева, Б. Сутупов не являлся главой особого приказа, так как к началу Смутного времени Печатный приказ в Русском государстве как таковой не существовал. Лжедмитрий забрал печати «к себе», именно с этим моментом бояре связывали изъятие печатей из места их обыкновенного хранения.
10 сентября 1605 г. — дьяк Челобитного приказа. 1 октября 1605 г. приписал жалованную грамоту на Вагу.
22 октября 1605 — 16 февраля 1606 г. — думный дьяк Казанского дворца.
8 мая 1606 г. — принял участие в свадебной церемонии «царя Димитрия». По свидетельству И. Массы дьяк по выходе из церкви царя и царицы после венчания вместе с думным дьяком А. Власьевым и кн. Василием Шуйским «по многу раз полными гостьми бросали золото на пути царя и царицы». О том же сообщают разрядные записи.
Судя по различной деятельности Богдан Сутупов при Лжедмитрии I, как полагает Н. В. Рыбалко, служил также дьяком в Приказе Большого дворца.

## Деятельность в царствование Василия Шуйского (1606—1610) и Лжедмитрия II (1607—1610)
Богдан Сутупов был против воцарения Василия Шуйского и известен как один из инициаторов появления второго самозванца, наряду с дворянами М. А. Молчановым, кн. Г. П. Шаховским, И. Е. Михневым. Не совсем ясно, как его имя попало в перечень «думных и других чинов», значащихся в Росписи подарков царю Василию Шуйскому. Можно предположить, что поднесение Сутуповым подарка Шуйскому в первые дни царствования позволило ему сохранить жизнь и не подвергнуться ссылке. Кроме этого свидетельства, нет документов, подтверждающих факт его службы в приказах Василия IV.
С октября 1608 г. служил дьяком в Ярославле как сторонник «тушинского вора», после того как город перешел на сторону самозванца, вместе с воеводой князем Ф. П. Борятинским и дьяком Третьяком Копниным. В марте 1609 г. вместе с воеводой Фёдором Борятинским организовывал оборону от «воровских» людей" (в данном случае сторонников Василия Шуйского), просил поддержки у Лжедмитрия II. 23 марта 1609 г. они и князь Ф. Борятинский отправили письмо гетману Яну Сапеге с жалобой на воеводу Ивана Волынского, который «ссорит их с литвой и поляками».
В начале апреля 1609 г. в Ярославле вспыхнуло восстание. После освобождения Ярославля от «воров» самозванца, 8 апреля «князь Барятинский да Богдан Сутупов побежали с остальными ворами, а взяли с собой, связав, Ивана Волынского да Третьяка Копнина, а они во всем государю прямили».. Бежал в Тушинский лагерь.
Богдан Сутупов позже был с «цариком» в Калуге — факт отмечен в ряде грамот Лжедмитрия II 1610 года. В мае-октябре 1610 г. — окольничий и судья Приказа Казанского, Астраханского и Нижегородского дворца (и Мещерского дворца) совместно с дьяком Матвеем Сомовым в лагере «калужского вора».
В декабре 1610 г. приехал в Москву из Калуги с вестью о смерти Лжедмитрия II.

## Имущественное положение
В 1603/1604 г. в Галицкой чети имел оклад 70 рублей.
В 1605 г. получил от Лжедмитрия I поместье в Данковском уезде.
В октябре 1610 г. получил от Лжедмитрия II поместье в Арзамасском уезде.